# Enis Murati
Enis Murati (Pristina, 2 agosto 1988) è un cestista kosovaro naturalizzato austriaco.

## Palmarès
- Campionato austriaco: 4

Swans Gmunden: 2006-07, 2009-10, 2020-21
BC Vienna: 2021-22
- Coppa d'Austria: 5

Swans Gmunden: 2008, 2010, 2011, 2012
BC Vienna: 2022
- Supercoppa d'Austria: 4

Swans Gmunden: 2007, 2008, 2010, 2011